# Huralvioides hoeferi
Huralvioides hoeferi is een hooiwagen uit de familie Gonyleptidae.